# Wacław Bobrowski
Wacław Bobrowski (ur. 26 lutego 1889 w Żłobinie, zm. 6 lipca 1959 w Łodzi) – polski inż. geodeta.

## Życiorys

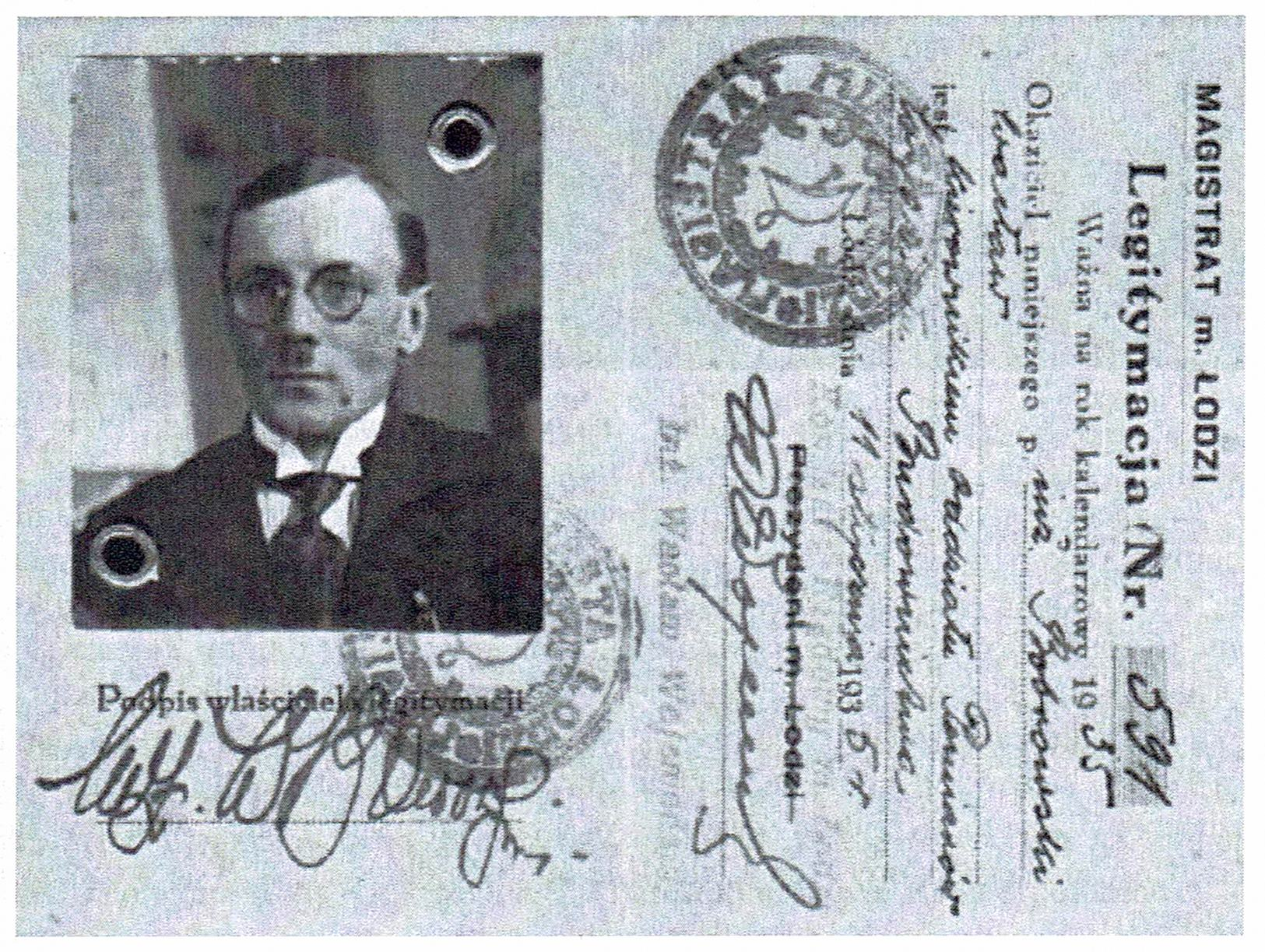
Legitymacja Wacława Bobrowskiego jako pracownika magistratu m. Łodzi, 1935

Wacław Bobrowski urodził się 26 lutego 1889 roku w Żłobinie koło Bobrujska w rodzinie Jerzego Bobrowskiego i Zuzanny z d. Rudomino. Od 1901 do 1909 roku uczył się w szkole realnej w Wilnie, a rok po jej ukończeniu rozpoczął studia w Konstantynowskim Instytucie Mierniczym w Moskwie. Podczas studiów, latem, pracował dorywczo m.in. przy pomiarach geodezyjnych wykonywanych przez Wydział Pomiarów miasta Wilna (1912–1915), którego kierownikiem był Franciszek Walicki.
W styczniu 1916 roku Bobrowski otrzymał powołanie do Cesarskiej Armii Rosyjskiej, a 5 czerwca tego samego roku Konferencja Instytutu Mierniczego przyznała Bobrowskiemu dyplom ukończenia studiów z tytułem inżyniera. We wrześniu 1917 roku wstąpił, w stopniu podporucznika, do I Korpusu Polskiego pod dowództwem gen. Józefa Dowbor-Muśnickiego, a po rozwiązaniu korpusu (1918) przyjechał do Łodzi i rozpoczął pracę na stanowisku geometry w Oddziale Pomiarów Magistratu m. Łodzi, którego naczelnikiem był Franciszek Walicki. 31 grudnia 1919 roku, podczas wojny polsko-bolszewickiej, został powołany do służby w wojskach kolejowych. Pomimo zakończenia wojny nie został zdemobilizowany i do końca listopada 1921 roku stacjonował w rejonie Baranowicz i Łunińca na Kresach Wschodnich. 1 stycznia 1922 roku powrócił do Łodzi i ponownie został zatrudniony w łódzkim magistracie, pełniąc od 1922 najpierw funkcję p.o. kierownika, a od 1923 roku kierownika Oddziału Pomiarów. W 1924 roku otrzymał dyplom mierniczego przysięgłego.
Po wybuchu II wojny światowej Wacław Bobrowski administrował dokumentacją geodezyjną w oddziale. Od 14 stycznia do 21 lutego 1940 roku przebywał wraz z rodziną w obozie przesiedleńczym, z którego został zwolniony i przywrócony do pracy w urzędzie, gdyż jego doświadczenie zawodowe, jako szefa Oddziału Pomiarów, było dla Niemców zbyt cenne, aby zdecydować się na jego deportację do Generalnego Gubernatorstwa. Po zakończeniu wojny Bobrowski był kierownikiem: Oddziału Pomiarów, administracji mierniczej, działu geodezji i oddziału katastralnego, Wydziału Geodezji (od 1953), działu geodezji w Zarządzie Dróg, Geodezji i Zieleni (od 1957).
Był żonaty z Teresą z d. Sobczak i miał dwoje dzieci – Jerzego (ur. 1923) oraz Barbarę (ur. 1927). Zmarł 6 lipca 1959 roku, został pochowany na Starym Cmentarzu w Łodzi (kwatera 40a – parkan – grób nr 12).
Do zasług Wacława Bobrowskiego należy kierowanie pracami geodezyjnymi podczas zakładania osnowy geodezyjnej na terenie Łodzi, w tym nadzór nad założeniem bazy sieci triangulacyjnej, kierowanie szczegółowymi pomiarami sytuacyjno-wysokościowymi miasta oraz opracowaniem i wykreśleniem map zasadniczych w skali 1:250, 1:500 i 1:1000 w arkuszach sekcyjnych.
W 2019 roku, uchwałą nr XII/450/19 Rady Miejskiej w Łodzi, imieniem Wacława Bobrowskiego nazwano rondo, będące wschodnim przedłużeniem biegu ul. Juliana Tuwima.

## Nagrody i odznaczenia
- 1929: Medal Dziesięciolecia Odzyskanej Niepodległości,
- 1938: Srebrny Krzyż Zasługi,
- 1938: Brązowy Medal za Długoletnią Służbę,
- 1939: Srebrny Medal za Długoletnią Służbę,
- 1957: Złoty Krzyż Zasługi.

Źródła: Początki łódzkiej geodezji, Wacław Bobrowski (1889–1959).